# Forêt rare de l'Étang-de-l'Écluse
La forêt rare de l'Étang-de-l'Écluse est un écosystème forestier exceptionnel du Québec (Canada) située dans le territoire non-organisé de Petit-Lac-Sainte-Anne. 
Cette forêt de 24,8 hectares a pour mission de protéger une pinède rouge à épinette noire, la présence de pinède rouge au nord-est de la rivière Chaudière est rarissime.

## Histoire
Le site a été désigné écosystème forestier exceptionnel en 2003.

## Toponymie
La forêt rare de l'Étang-de-l'Écluse reprends le toponyme de l'étang de l'Écluse qui se trouve à proximité. L'origine du nom du lac est quant à elle inconnue auprès de la Commission de toponymie.

## Flore
Le couvert forestier est dominé par le pin rouge et l'épinette noire. Ces deux essences sont principalement formées de deux groupes, l'un âgé de 70 ans et l'un âgé de 110 ans. Les plus grandes tiges de pin rouge atteignent 40 centimètres de diamètre et 22 mètres de hauteur.
Le sapin baumier, l'érable rouge ainsi que le bouleau à papier complètent le couvert forestier. Une sapinière pourrait naturellement se développer du fait de l'évolution naturelle de la forêt.
Le sous-bois est typique à une forêt résineuse ayant crûe à la suite d'un feu, on y retrouve le kalmia à feuilles étroites, le thé du Labrador, le bleuet à feuilles étroites, la grande fougère, le quatre-temps, la linnée boréale ainsi que la pleurozie dorée.